# Pont del Molí d'Estamariu
El Pont del Molí d'Estamariu és un pont del municipi d'Estamariu (Alt Urgell) protegit com a bé cultural d'interès local.

## Descripció
El pont del molí d'Estamariu és una infraestructura creada per travessar el riu de Bescaran a l'alçada del poble d'Estamariu. El pont és situat a uns vuit-cents metres a llevant de la població. S'hi accedeix per un trencall a llevant des de la carretera que puja a Estamariu, uns tres-cents metres abans d'arribar a l'església romànica de Sant Vicenç. Aquest trencall, situat al costat d'un estable, és l'inici d'una pista que cal seguir en direcció est. Mig quilòmetre més enllà, la pista es converteix en un corriol que no accepta trànsit rodat, tres-cents metres més a munt a tocar de les ruïnes d'un antic molí fariner, trobem el pont del Molí.
El pont del molí té un sol ull en arc de mig punt disposat sobre dos contraforts de secció rectangular que es recolzen sobre la penya. El pont, que enllaça dos trams de camí a llevant i a ponent del riu de Bescaran, presenta un parament a base de carreuons pràcticament senes desbastar i units amb morter de calç, en una disposició força irregular i sense passamà.
Aquest pont permet la comunicació entre els pobles d'Estamariu i Torres d'Alàs. El nom del pont ve donat per la presència d'un antic molí fariner al seu costat. Aquest molí posteriorment es va transformar en la primera central elèctrica d'Estamariu. Així mateix, uns cinquanta metres riu amunt, també trobem un molí d'oli. El pont permetia el transport de matèria primera cap als molins. Aquest pont podria haver estat construït al pas del segle xix al segle xx.